# Botanophila tridentifera
Botanophila tridentifera este o specie de muște din genul Botanophila, familia Anthomyiidae, descrisă de Masayoshi Suwa în anul 1986. Conform Catalogue of Life specia Botanophila tridentifera nu are subspecii cunoscute.